# SN 2007bi
SN 2007bi est une supernova produite par une étoile particulièrement massive, observée en 2007. Les données relevées furent tellement extrêmes que de nombreux chercheurs estiment que SN 2007bi pourrait être une supernova par production de paires. Elle est apparue dans une galaxie naine riche en étoiles de type III[Quoi ?], très massives et initialement dépourvues de métaux.
Les données fournies par le télescope Keck et le Very Large Telescope (VLT) ont montré qu’il s’agissait bien de l’explosion d’une étoile d’au moins 200 masses solaires avec une absence des raies de l’hydrogène et de l’hélium avec une exceptionnelle luminosité qui dura dans le temps.
Selon Rollin Thomas qui simula via le superordinateur Franklin du National Energy Research Scientific Computing Center, seule une supernova qui aurait produit des paires de particule-antiparticule s'accorde aux observations.
Le cœur de l’étoile génitrice de SN 2007bi devait être en train de produire des quantités massives d’oxygène et être très chaud lorsque la création de paires a dominé l’évolution de l’étoile. L’explosion s’est accompagnée d’une création importante de nickel radioactif et, en se désintégrant, cet élément a rendu la matière éjectée particulièrement lumineuse pendant 555 jours.